# Yordan Thimon
Yordan Thimon (10 de septiembre de 1996) es un futbolista martinicano que juega en la demarcación de defensa para el Club Franciscain de la Campeonato Nacional de Martinica.

## Selección nacional
Debutó con la selección de fútbol de Martinica el 29 de marzo de 2017. Lo hizo en un partido amistoso contra Guyana que finalizó con un resultado de empate a cero.

## Clubes
| Club             | País      | Año       | Partidos | Goles |
| ---------------- | --------- | --------- | -------- | ----- |
| Club Franciscain | Martinica | 2014-2022 |          |       |
| Golden Lion FC   | Martinica | 2022-     |          |       |